# Companhia do Metropolitano de São Paulo
A Companhia do Metropolitano de São Paulo (CMSP) é uma empresa de economia mista brasileira com sede em São Paulo, que tem a maior parte de suas ações pertencentes ao Governo do estado de São Paulo. Fundada pela prefeitura de São Paulo no dia 24 de abril de 1968, a empresa é responsável pelo planejamento, projeto, construção e operação do sistema de transporte metropolitano na Região Metropolitana de São Paulo, especificamente do metrô da capital. Tendo a maior parte de seu controle acionário associada ao governo do estado, é subordinada à Secretaria dos Transportes Metropolitanos.
A Companhia é membro da Associação Nacional do Transporte de Passageiros sobre Trilhos (ANPTrilhos).

## Linhas
A Cia. do Metropolitano de São Paulo é responsável pela operação das três linhas principais e mais antigas do sistema, sendo elas a 1-Azul, 2-Verde e 3-Vermelha. Desde 2014, também opera a linha 15-Prata, e até o ano de 2018 administrou a linha 5-Lilás, concedida para o consórcio ViaMobilidade pelo então governador João Doria.
| Linha              | Itinerário                                   |
| ------------------ | -------------------------------------------- |
| Linha 1 - Azul     | Tucuruvi – Jabaquara                         |
| Linha 2 - Verde    | Vila Madalena – Vila Prudente                |
| Linha 3 - Vermelha | Palmeiras-Barra Funda – Corinthians-Itaquera |
| Linha 15 - Prata   | Vila Prudente – Jardim Colonial              |

## Evolução do controle acionário
| Acionistas                     | 1968                          | 1978                           | 1988                         | 1997                             | 2018                                          | 2020                          |
| ------------------------------ | ----------------------------- | ------------------------------ | ---------------------------- | -------------------------------- | --------------------------------------------- | ----------------------------- |
| Prefeitura de São Paulo        | 76,94% (Fazenda) 0,10% (CMTC) | 48,21%                         | 8,4%                         | 0,31%                            | 2,94%                                         | 2,67%                         |
| Governo do estado de São Paulo | 20,00% (Fazenda)              | 12,39% (Fazenda) 27,57% (EMTU) | 82,9% (Fazenda) 5% (Emplasa) | 99,36% (Fazenda) 0,19% (Emplasa) | 97,02% (Fazenda) 0,01% (CPOS) 0,01% (Emplasa) | 97,30% (Fazenda) 0,01% (CPOS) |
| Governo Federal                | 0%                            | 11,74% (EBTU)                  | 3,7% (EBTU)                  | 0,14% (BNDESPAR)                 | 0,02% (BNDESPAR)                              | 0,02% (BNDESPAR)              |
| Outros (Iniciativa privada)    | 2,96%                         | 0,09%                          | 0%                           | 0%                               | 0%                                            | 0%                            |
| Total                          | 100%                          | 100%                           | 100%                         | 100%                             | 100%                                          | 100%                          |